# Université Ursuline Wenzao de langues étrangères
L'université Ursuline Wenzao de langues étrangères, anciennement Institut Wenzao de langues étrangères (Wenzao Ursuline College of Languages), située dans la ville de Kaohsiung à Taïwan, est la seule université professionnelle de Taïwan alliant  l'enseignement des langues et celui de spécialités.

## Description
Fondé en 1969 par Marie de Lourdes de l’ordre de Sainte-Ursule, cet établissement porte le nom du premier évêque chinois, Wenzao Lo, et célèbre sa fête le 21 octobre, jour de la fête de l’ordre de Sainte-Ursule.
Intitulé autrefois École Wenzao pour les filles spécialisée en langues et littératures étrangères, il commence à recruter des garçons en 1980 et devient École Wenzao spécialisée en langues et littératures étrangères, offrant aux apprenants une formation bilingue intensive sur cinq ans (bac+2). Le 1er août 1999, il prend l'appellation d'Institut Wenzao de langues étrangères. C’est en 2003 qu’il est nommé officiellement Université Ursuline Wenzao de langues étrangères. Cette université propose, en plus des traditionnels cycles de cinq ans (bac+2), des cycles de deux ans (équivalent à L3+L4), des cycles de quatre ans (Licence) et des masters. Elle possède aussi plusieurs centres de formation continue sur l’île et deux centres de mandarin (Chinese Language Center ).
L’université a vocation de répondre aux enjeux de la mondialisation, de l’employabilité, de l’évolution des techniques et des mutations sociales, du travail et de l'emploi. L’objectif de la formation est de former des médiateurs en langues étrangères, favoriser l’échange et la communication entre la culture chinoise et les autres cultures, qu'elles soient occidentales ou de l’asie du sud-est, afin de promouvoir la culture sinophone dans le monde et éduquer dans un esprit de globalisation.

## Historique
Le 31 mars 1965, le conseil d'administration de l’établissement dépose la demande de la construction de l'établissement au ministère de l’Éducation du gouvernement provincial de Taïwan. Le 27 décembre 1965, l’établissement est fondé sous le nom d’« École Wenzao pour les filles spécialisée en langues et littératures étrangères », au sein de laquelle quatre départements sont créés, département d'anglais, de français,  d'allemand et d'espagnole. Cette école recrute des filles diplômées du collège pour s'insérer dans un programme d’études de cinq ans (Bac +2) avec une formation bilingue intensive proposée  et ouvre deux classes par promotion.
Le 1er août 1966,cette école devient l'un des établissements qui recrute les élèves par le concours d’admission collectif pour les écoles spécialisées. Le 1er août 1980, en vertu des directives issues du ministère de l’Éducation, l’établissement commence à recruter des garçons et change ainsi son nom en École Wenzao spécialisée en langues et de littératures étrangères.  En 1990, la section japonaise est créée. 
En août 1997, les formations du soir sont ouvertes avec la section anglaise et japonaise. Le 1er août 1999, l’établissement est systématiquement réformé et devient « Institut Wenzao de langues étrangères  ». Chaque département propose un programme de deux ans qui permet aux apprenants de poursuivre leurs études et d'obtenir une diplôme de licence. 
En 2002, est établie la première promotion de l’Union des étudiants et du Parlement des étudiants. 
Lors du mandat du président, Bosco Wenruey Lee, les cycles universitaires de quatre ans (Licence) sont créés le 1er août 2003 dans tous les départements avec la naissance du département de langue étrangère appliquée, pour accueillir les lycéens désireux d'obtenir une licence avec une formation en langues et en spécialités.  Le 17 septembre 2008, le nombre d’étudiants recrutés pour le programme de cinq ans est pour la première fois réduit de douze classes en six. 
Le 13 septembre 2010, la classe élitiste du programme de 7 ans est instaurée dans le département d’anglais avec pour objectif de former une élite, à savoir de futurs professionnels bilingues. Cette classe recrute 50 élèves par an dont la note du brevet doit au minimum atteindre PR90 sur 100. Il suivent  formation intensive en anglais, et sont formés à une deuxième langue étrangère. 
Le 1er août 2013, l'établissement a été renommé et porte dès ce jour comme nom officiel Université Ursuline Wenzao de Langues Etrangères.

## Emblème
- Couleur : vert et jaune
- Connotation : Du proverbe chinois « Dix ans pour faire grandir un arbre ; Cent ans pour éduquer un être », cet emblème représente un petit laurier situé sur un relief penché qui finit par grandir et s’épanouir malgré un environnement difficile. Le laurier est connu pour être un arbre qui pousse dans des conditions difficiles. En latin, le laurier est Laurus, or, en changeant l'ordre de ses lettres il se transforme en Ursula. Il symbolise la résistance, l'esprit d'engagement de chaque être et l'unicité de chacun, influencé par la devise de Wenzao « Révérer le Divin et aimer autrui » ainsi que par l’esprit de l’établissement « Fraternité et Sacrifice ». Chaque apprenant est invité à ne pas avoir peur des difficultés, à pouvoir trouver des solutions, afin d'innover, pour trouver la vitalité dans l’obscurité et progresser sans cesse.

## Formations
Faculté de l'anglais et des études internationales
- Département d’anglais
- Département de traduction et d’interprétation
- Institut de hautes études de traduction et interprétariat multilingue
- Département des affaires internationales
- Département de gestion des entreprises internationales
- Institut de hautes études en affaires internationales et de médiation culturelles

Faculté des langues européennes et asiatiques
- Département de japonais
- Département de français
- Département d’allemand
- Département d’espagnol
- Centre d'études sur le tourisme, la culture et les affaires au sein de l'UE

Faculté des industries éducative et créative
- Département de chinois appliqué
- Institut de hautes études de l’enseignement de chinois langue étrangère
- Département d'enseignement de langue étrangère
- Institut de hautes études de formation aux métiers et diffusion de l’enseignement des langues étrangères
- Département des pratiques numériques et de management
- Centre de langue chinoise

Institut de l'éducation holistique
- Centre d'enseignement général
- Centre d'éducation ursuline
- Centre de formation des enseignants

Actuellement il existe quatre sortes de programmes au sein de l’Institut, le programme de cinq ans, le programme de quatre ans, le programme de deux ans et celui de master, qui permettent de délivrer des diplômes différents. Le programme de cinq ans (Lycée + Bac+2) délivre le diplôme dit diplôme d’associé issu du système américain et canadien. Le programme de quatre ans (l’équivalent de trois années en licence) et le programme de deux ans (l’équivalent de des dernières années de licence à Taïwan) délivrent le diplôme de licence. Et le programme de master délivre le grade de master. Les programmes de cinq ans ne sont fournis que par les cinq départements de souche de l’Institut soit le département d’anglais, de français, d’allemand, d’espagnol et de japonais. 
En ce qui concerne les programmes de deux ans, ils sont offerts à la fois par ces cinq départements. Les programmes de quatre ans sont offerts par presque tous les départements et les programmes de master sont ainsi délivrés par les instituts de hautes études.

### La classe élitaire de programme de cinq ans – La formation de professionnels bilingues
Seuls les diplômés du collège ayant au minimum des diplômés bilingues qui ont des connaissances professionnelles, des expériences pratiques diverses et l’esprit humain pour satisfaire le marché de Taïwan évoluant à grande vitesse face à une telle globalisation[pas clair]. D’ailleurs, pour réaliser la combinaison du programme de cinq ans et du programme de deux ans, cette classe s’oriente ainsi et possède trois curricula différent au cours de ce programme : la formation bilingues pour les trois premières années, la formation en connaissances professionnelles pour les deux années suivantes, la formation d’approfondissement de connaissances professionnelles pour les deux dernières années. 
Spécialités :
- I. Le même droit d’inscription que les écoles publiques pendant sept années d’études
- II. Deux diplômes : Diplôme d’associé et Diplôme de licence
- III. Bilinguisme, Professions, Certificats au long d’un seul programme
- IV. Stage d’études à l’étranger + Stage professionnel

## Relations internationales
Les relations internationales sont chargées par l’Office de programme international, connu également sous le nom « Section de l’échange académique », qui s’occupe de tous les échanges internationaux comme les activités ou les coopérations entre les instituts et les universités.
Actuellement, l’Institut a 98 institutions jumelées issues de 20 pays différents dans le monde : Royaume-Uni, États-Unis, Chili, Panama, Espagne, Allemagne, France, Belgique, République tchèque, Pologne, Japon, Corée, Vietnam, Thaïlande, Malaisie, Indonésie, Australie, Nouvelle-Zélande, Chine et Taïwan.
Chaque année, l’Institut reçoit de multiples étudiants en échange venant des institutions jumelées et le nombre d’étudiants qui vient à Wenzao via un tel programme se multiplie à grande vitesse toutes les années.